# Squadra singaporiana di Fed Cup
La squadra singaporiana di Fed Cup rappresenta Singapore nella Fed Cup, ed è posta sotto l'egida della Singapore Tennis Association.
Essa esordì in Fed Cup nel 1989, ma non è mai riuscita a superare il gruppo I della zona Asia/Oceania.

## Organico 2011
Aggiornato ai match del gruppo II (2-5 febbraio 2011). Fra parentesi il ranking della giocatrice nei giorni della disputa degli incontri.
- Khee Yen Wee (WTA #)
- Ming Ming Joy Chia (WTA #)
- Stefanie Tan (WTA #)
- Clare Fong (WTA #)

## Ranking ITF
- Il prossimo aggiornamento del ranking è previsto per il mese di febbraio 2012.

| Singapore nel Ranking ITF (aggiornata al 7 novembre 2011) |                   |        |                            |
| Pos                                                       | Squadra           | Punti  | Gruppo                     |
| 61                                                        | India             | 367.50 | Gruppo II - Asia/Oceania   |
| 62                                                        | Trinidad e Tobago | 363.25 | Gruppo II - Americhe       |
| 63                                                        | Turchia           | 347.25 | Gruppo II - Europa/Africa  |
| 64                                                        | Singapore         | 322.50 | Gruppo II - Asia/Oceania   |
| 65                                                        | Uruguay           | 296.00 | Gruppo II - Americhe       |
| 66                                                        | Rep. Dominicana   | 290.50 | Gruppo II - Americhe       |
| 67                                                        | Norvegia          | 252.75 | Gruppo III - Europa/Africa |